# Neocollyris subclavata
Neocollyris subclavata is een keversoort uit de familie van de loopkevers (Carabidae). De wetenschappelijke naam van de soort is voor het eerst geldig gepubliceerd in 1860 door Maximilien de Chaudoir.